# Patrick Boyle (10e comte de Glasgow)
Patrick Robin Archibald Boyle, 10e comte de Glasgow, (né le 30 juillet 1939), est un pair écossais, un homme politique et l'actuel chef du clan Boyle. Le siège de la famille est le château de Kelburn dans l'Ayrshire. Il siège actuellement en tant que pair libéral démocrate à la Chambre des lords.

## Jeunesse
Fils de David Boyle (9e comte de Glasgow) et de Dorothea Lyle, il fait ses études à Eton College, Berkshire, et à la Sorbonne à Paris.

## Carrière
En 1960, il sert dans la Royal Naval Reserve, recevant le grade de sous-lieutenant. Il travaille comme assistant réalisateur de films et comme producteur de documentaires télévisés, il fonde Kelburn Country Center en 1977.
Il succède à son père en 1984, et devient lieutenant adjoint d'Ayrshire et d'Arran en 1995. Il est élu en 2005 pour succéder au 5e comte Russell comme l'un des 92 pairs héréditaires à rester à la Chambre des lords après la House of Lords Act 1999.

## Vie privée
Il épouse Isabel James, fille de George Douglas James, le 30 novembre 1974. Ils ont deux enfants:
- David Michael Douglas Boyle, vicomte Kelburn (né le 15 octobre 1978)
- Alice Dorothy Boyle (née le 10 juin 1981)